# Janča
Janča (izvirno srbsko Јанча) je naselje v Srbiji, ki upravno spada pod Mesto Novi Pazar; slednja pa je del Raškega upravnega okraja.

## Demografija
V naselju živi 260 polnoletnih prebivalcev, pri čemer je njihova povprečna starost 40,9 let (38,2 pri moških in 43,9 pri ženskah). Naselje ima 94 gospodinjstev, pri čemer je povprečno število članov na gospodinjstvo 3,53.
Prebivalstvo je večinoma nehomogeno, a v času zadnjih treh popisov je opazno zmanjšanje števila prebivalcev.
|  |

| Demografija | Demografija     | Demografija     |
| Leto        | Št. prebivalcev | Št. prebivalcev |
| ----------- | --------------- | --------------- |
|             |                 |                 |
|             |                 |                 |
|             |                 |                 |
|             |                 |                 |
| 1948        | 748             |                 |
| 1953        | 802             |                 |
| 1961        | 738             |                 |
| 1971        | 629             |                 |
| 1981        | 552             |                 |
| 1991        | 461             | 446             |
| 2002        | 409             | 332             |
|             |                 |                 |

| Etnična sestava po popisu iz leta 2002 | Etnična sestava po popisu iz leta 2002 | Etnična sestava po popisu iz leta 2002 | Etnična sestava po popisu iz leta 2002 | Etnična sestava po popisu iz leta 2002 |
| -------------------------------------- | -------------------------------------- | -------------------------------------- | -------------------------------------- | -------------------------------------- |
| Bošnjaki                               | Bošnjaki                               |                                        | 198                                    | 59,63%                                 |
| Srbi                                   | Srbi                                   |                                        | 130                                    | 39,15%                                 |
| Muslimani                              | Muslimani                              |                                        | 2                                      | 0,60%                                  |
| Jugoslovani                            | Jugoslovani                            |                                        | 1                                      | 0,30%                                  |
| Neznano                                | Neznano                                |                                        | 1                                      | 0,30%                                  |